# プレイバックシアター
プレイバックシアター（Playback Theatre）は、観客や参加者が自分の体験した出来事を語り、それをその場ですぐに即興劇として演じる（プレイバックする）独創的な即興演劇である。芸術的な側面を持つ一方で、その場で演じるもの（アクター）、語るもの（テラー）、観るもの（観客）が互いにつながり合い、「自分のことを語る、他者の気持ちを受け止めてそれを味わう、そしてそれらを表現する」ことを通して、共感や知恵、勇気や癒しをも、もたらされることになる。そのため、劇場の舞台はもちろん、ワークショップや教育の場、臨床や治療現場など広く活用されている。

## 誕生
創始者のひとりジョナサン・フォックスは、1973年-74年の子供向けの舞台劇の手伝いを契機に演劇活動を始め、「It’s All Grace（すべては神のめぐみ）」というグループを立ち上げ、知的障害者施設や教会などでパフォーマンスを行い、ここから、観客が語る体験談を、役者チームがその場で再現する即興の劇を行うというひらめきを得た。プレイバックシアターは、1975年にニューヨーク郊外のミッドハドソンバレーという町で、フォックスと妻のジョー・サラ、その仲間達による劇団オリジナルプレイバックシアターカンパニーによって創られた。これは、1970年代の実験的な演劇の探求の一部であり、観客に手を伸ばし、演劇をコミュニティの日常の現実に近づけ、台本に縛られた演劇の伝統から脱却する方法を模索するものだった。
フォックスは、プレイバック・シアターのルーツとして、口承で語り継がれた古典物語のもつ智恵を語り継ぐ力、ネパールで体験したコミュニティのもつ集い、語り合うことの力、演劇が持つ、広くに分かりやすく伝える力を上げている。
プレイバックシアターは、神話や伝説、民話の世界など、人々が集まって昔話を聞き、共有する口承の伝統からもインスピレーションを受けてる。フォックスは、劇団設立の数年前に、平和部隊のボランティアとしてネパールの村に赴き、そこで村民が集い、語りや演劇、儀式が行われ、それが生活のリズムに深く組み込まれ、一体感のあるコミュニティを形成していることを体感し、大きな影響を受けた。こうした場と、古代の演劇や儀式に共通点があることに気付き、プレイバックシアターのイメージが徐々に形成されていった。フォックスは「古代の口承文化」と「即興性のある演劇」を結びつけるという彼のビジョンを、設立した劇団で実践しようとした。
また、識字教育を行ったブラジルのパウロ・フレイレの影響も受けている。
フォックスは、夫のヤコブ・モレノと共にサイコドラマ（心理劇）を作ったザーカ・モレノが運営するモレノ研究所で、サイコドラマを学んでおり、この手法も下地になっていると思われる。形式や実践には違いがあるが、プレイバックシアターとサイコドラマには多くの共有する価値観があり、モレノが人間の自発性と創造的エネルギーの解放を明確に示したことが、大きなインスピレーションとなってる。人間の自発的な瞬間における真正性が、プレイバックシアターの実践の根底にある。フォックスとモレノの実践には、包括性という共通の価値観がある。モレノは、すべての人が集団の中で、自分の居場所があると感じることを重要視しており、プレイバックシアターは、どのような話でも語ることができる儀式としての場を創り、そこでは個々人の独自性が尊重され、肯定され、コミュニティの一員として、互いのつながりを築き、強化する場所である。語られるものがどのような話であっても、良い・悪いなどの評価は行わず、即興で劇にし、参加者全員で分かち合う。
フォックス達は、「人はだれでも語りたい、感じている、考えている」という信念のもと、意識的に様々な観客の前で、｢その方の体験した話（ストーリー)」を募り、それを即興で演じた。観客とは、子どもや高齢者、あらゆる年齢層の町の人々や、受刑者、精神障害を持つ人々であった。その活動を通じ、プレイバックシアターとしての基礎の形や様々な手法(後述)を作り上げていった。

## ジョナサン・フォックスとプレイバックシアター
- 1973年6月　コネチカット州ニューロンドン市でカンパニー”It's All Grace"をジョー・サラほかと結成。野外での自作演劇や小さな代替小学校で子どもたちのための演劇を支援。
- 1973年11月　モレノ研究所で自発性と創造性、グループの養成、個人の存在そのものへの畏敬、ドラマでの感情のもつ力の大切さを学ぶ。
- 1973年〜1974年　コネチカット大学演劇学教室で演出担当。アメリカダンス祭での実験演劇、ニューヨーク市民センターで、マジョリー・シグレーと協力し、若者たちの演劇を支援。
- 1974年　観客の個人的な現実に基づいた話を即興劇にするというアイデアを着想。"It`s All Grace"でこの新しい考えに基づいた即興劇に実験的に取り組む。さらに、1年モレノ研究所で学ぶ。
- 1975年9月　モレノ研究所のスタッフになり、専門誌や書籍を編修。家族でニューヨーク州ニューポールツに転居。
- 1975年11月　新しいカンパニーの活動開始。
- 1975年12月　新しいカンパニーに「プレイバックシアター」と命名。当初は家族と友人のために公演。
- 1976年1月　学術大会、総合病院小児病棟で、また、市の公園でのお祭りや協会の教区ホール等で公演。
- 1979年　メルボルンの大学教授がオーストラリアに彼と劇団員を招待。その後、オークランドとウエリントン（ニュージーランド）、メルボルンとシドニー（オーストラリア）でプレイバックシアターのカンパニーが誕生。
- 1980年　イタリアに招待され、プレイバックシアターを指導。その後毎夏研修会開催。
- 1989年　IPTN（国際プレイバックシアターネットワーク）立ち上げ。
- 1990年　ジョー・サラがハドソンリバー・プレイバックシアターを設立。
- 1991年　IPTN世界大会、オーストラリアで開催。その後、フィンランド、アメリカ、イギリス、日本などで開催。
- 1993年　スクール・オブ・プレイバックシアターをニューヨーク州に設立。
- 1998年　スクール・オブ・プレイバックシアター日本校設立。
- 1999年　ニューヨークのスクールはコミュニティ育成と奨学制度の充実のための事業を開始。

プレイバックシアターは50ヶ国以上で、企業、学校教育、地域社会など広い分野で個性化教育やいじめ防止、対話の促進、問題地区での和解や相互支援などを目的に活動中。

（2006年、国際サイコドラマ学会の招待特別講演で、ジョナサン・フォックスが紹介した"Playback Theatre stat-up time line"を参考に作成。）

## 主な形式と進め方
プレイバックシアターを上演する主な形式としてパフォーマンスとワークショップがある。
いずれの場合も基本要素となるものは観客、テラー、コンダクター、アクター、ミュージシャンそして舞台空間である。
舞台空間には、観客からストーリーを募り、インタビューするコンダクター、それを演じるアクター、ミュージシャンが存在している。

### パフォーマンス（公演）
パフォーマンスは、一般的に、コンダクター、アクター、ミュージシャンからなるカンパニー（劇団）によって上演される。60分から90分の時間帯で行われることが多い。観客数は、10人あまりの少人数から照明や音響装置のある小劇場空間で300人という場合まである。
1. オープニング
2. あいさつと演者紹介
3. プレイバックシアターの紹介
4. 短い手法（タブロー、ナラティブv、コーラスetc）
5. ストーリー
6. ペアズ
7. クロージング

### ワークショップ
ワークショップは、コンダクター一人で、あるいはコンダクターと何人かのアシスタントで運営される。参加者は、テラーにも、アクターにも、ミュージシャンにも、ときとしてコンダクターにも、もちろん観客にもなる。時間枠は数時間のものから数日間のものまで様々。参加人数は10人から20人が望ましいとされる。
1. オープニング
2. 参加者紹介
3. グループ作り
4. 自発性と創造性の開発
5. ストーリーの引き出し
6. プレイバック体験
7. クロージング

## 主な手法
ストーリー
プレイバックシアターの中心となる手法。個人的体験のインタビューをもとにアクターが即興劇を演じる。舞台準備の間などの即興音楽や、テラー（語った人）とコンダクター（指揮進行役）の会話なども重要な要素。
動く彫刻
起承転結のある体験ではなく、ある瞬間のテラーの気持ちや体験を再現する。短い手法の中では最も頻繁に演じられる。
ペアズ
コンダクターの質問に対して、会場に座ったままのテラーが「同時に抱く異なる二つの感情」を語る。語られた二つの対照的な感情や相反する気持ちを二人一組になったアクターがそれぞれに立ち位置を固定したまま演じる。
タブロー
テラーの話で五つの場面構成とタイトルを考えたコンダクターの語りにあわせ、まるで静止画のようにアクターは五つの場面を作る。ミュージシャンが雰囲気を情感豊かに表現することで静止画がぐっと生きてくる。
ナラティブV
舞台上にVの字型に並んだアクターの最前列者が、テラーが語ったストーリーを「物語」として三人称で語りなおす。それに伴った自然な動き。後ろのアクターもそれに続く。
スリー・パーツ・ストーリー
3人のアクターがストーリーを3分割し、順番に一人ずつ舞台を大きく使いながら演技し、自分が演じ終わったら彫刻のように静止する。最後に3人のアクターで構成された1枚の絵のようになって終わる。
コーラス
複数のアクターが同時に声と身体と動きを同じように使って表現する。アクターは、個としても集合体の一部としても存在しつつ、高揚感を持って動く。
ユニオンジャック
ユニオンジャックに使われている矩形と対角線を舞台上に想定し、アクター全員がその線上を移動しながら演じる。アクターの動きに多様性が持ち込め、ダイナミックなステージとなる。
パペット
人形劇のようなイメージで、人間の代わりに「物」が動き、アクターはそれにせりふをつける。舞台中央に簡単な幕を設置し、アクターたちはその後ろに身を隠している。
コラージュ
アクターは横に並んでたつ。ストーリーをいくつかの断片に分け、その断片ごとのストーリーを短く演じる。一つの断片を演じ終えるとアクター全員が静止する。